# Kuba
Kuba, officiellt Republiken Kuba (spanska: República de Cuba), är en östat i Karibien. Staten Kuba består av huvudön Kuba, Isla de la Juventud och flera arkipelager. Havanna är huvudstad i Kuba och dess största stad. Den näst största staden är Santiago de Cuba. Norr om Kuba ligger USA (150 km bort), Bahamas och Turks- och Caicosöarna ligger i nordost, Mexiko ligger i väst (210 km bort), Caymanöarna och Jamaica ligger i syd, samt Haiti och Dominikanska republiken i sydost.
Ön Kuba beboddes av många mesoamerikanska stammar före landstigningen av upptäcktsresanden Christofer Columbus år 1492, som gjorde anspråk på den för Kungariket Spanien. Kuba förblev en spansk koloni till det spansk-amerikanska kriget 1898, varefter den kort administrerades av USA, innan man 1902 fick nominell självständighet. Den bräckliga republiken uthärdade en allt mer radikal politik och sociala konflikter, och trots insatser för att stärka sitt demokratiska system, hamnade Kuba i en diktatur under presidenten Fulgencio Batista 1952. Växande oro och instabilitet ledde till Batistas avhysning i januari 1959 av 26 juli-rörelsen, som sedan etablerade en socialistisk regering under ledning av Fidel Castro. Sedan 1965 har landet styrts som en enpartistat av Nationalförsamlingen och kommunistpartiet. Kubas grundlag har efter ett antal uppdateringar därefter omarbetats och förnyats 2019. Den nya grundlagen är bland annat utförligare vad gäller medborgerliga rättigheter och skyldigheter, fördömer diskriminering på grund av sexuell orientering, innehar en mer inkluderande äktenskapsdefinition som frångår heteronormativ formulering, begränsar presidentens mandat till två på varandra följande femårs-perioder
Kuba är den största ön i Karibien, och med över 11 miljoner invånare, är den näst folkrikaste efter Hispaniola, om än med en mycket lägre befolkningstäthet än de flesta länder i regionen. Kuba är ett multietniskt land. Dess folk, kultur och seder kommer från olika ursprung, däribland Taíno- och Ciboney-folken, den långa perioden av spansk kolonialism, införandet av afrikanska slavar, en nära relation till Sovjetunionen under det kalla kriget, och närheten till USA.
Kuba rankas relativt högt i statistiken för hälsa och utbildning, med ett Human Development Index på 0,764 år 2021. Kuba var den enda nationen i världen år 2006 som uppfyllde Världsnaturfondens definition av hållbar utveckling, med ett ekologiskt fotavtryck som är mindre än 1,8 hektar per invånare, 1,5 hektar, och ett Human Development Index på över 0,855.

## Historia

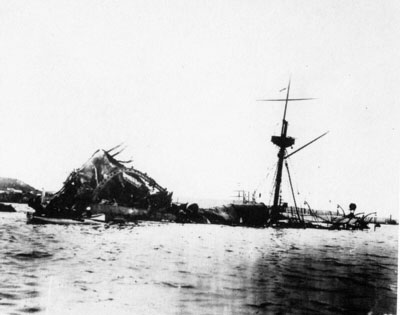
Vraket av, vars sprängning i Havannas hamn föranledde amerikanskt ingripande i det kubanska upproret.

Före spanjorernas upptäckt av Amerika var Kuba bebott av amerikanska stammar. 1492 kom Christofer Columbus till Kuba under sin första resa. Han återkom på sin andra resa. 1511 grundade spanjorerna sin första stad på Kuba och besegrade lokalbefolkningen i ett tre år långt krig. Havanna grundades 1514. Kuba blev en viktig koloni i det spanska imperiet.
Under 1800-talet skakades det koloniala styret av oroligheter. Ett mångårigt uppror, som kostade nationalhjälten José Martí livet, avslutades efter amerikansk inblandning med en militär seger över de spanska styrkorna. Kuba erhöll självständighet den 20 maj 1902 med en grundlag och ledning som godkänts av USA medan USA:s regering genom det så kallade Plattillägget, vars undertecknande USA krävde för att avsluta sin ockupation av landet som pågått sedan 1898, försäkrade sig om långtgående befogenheter i såväl öns inrikes- som utrikespolitik. Bland annat gav det USA rätt till Guantánamo-området som de långt efter avtalet upphörde och trots tydliga protester från Kuba har fortsatt att ockupera. Landets förste president, Thomas Estrada, avsattes genom amerikansk intervention 1906, men landets självständighet återupprättades tre år senare. Kronisk politisk oro stabiliserades sedan självständighetskämpen Gerardo Machado valts till presidentposten 1925, men sedan han nekats omval utvecklades regeringen mot ren diktatur. Kommunistpartiets ledare Julio Antonio Mella mördades i exil i Mexiko 1929, ett dåd som tillskrevs kubanska agenter. Machado flydde landet för Bahamas efter upplopp 1933, och i sviterna efter regimens fall tillsatte ett femmannaråd den radikale läkaren Ramón Grau San Martin till president, men denne avsattes följande år av den nya arméchefen Fulgencio Batista. Batistas populistiska regim, i nära samarbete med den amerikanske ambassadören, genomförde en rad reformer: kvinnlig rösträtt infördes, Plattillägget avskaffades och en rad ekonomiska regleringar genomfördes. Batista valdes 1940 i ett fritt val till Kubas förste icke-vite president, stödd på en koalition av bland annat kommunistpartiet, som därmed för första gången tog säte i Kubas regering; den första delvis kommunistiska regeringen i västra hemisfären.
En ny och radikal grundlag antogs 1940, grundad på maktdelning mellan president, premiärminister och ett tvåkammarparlament, med förbud mot direkta omval till presidentposten. Under påtryckningar av kommunisterna, som fick inflytande i regeringen infördes en rad reformer till stöd för fackföreningar. Kuba deltog i båda världskrigen på USA:s sida och föreslog under Batista ett amerikanskt ingripande mot Francisco Francos regim i Spanien.
Presidentvalen 1944 och 1948 vanns av den öppet Batista-fientlige Grau och hans skyddsling Carlos Prío, och medan Kuba förblev ett av kontinentens mest utvecklade länder med åtskilliga sociala förmåner, bland annat Latinamerikas största medelklass, stagnerade näringslivet i recessioner och grasserande korruption. Den kubanska ekonomins hjärta, sockerrörsodlingen, stod vid andra världskrigets slut för 25 procent av världsmarknaden. Tio år senare, efter år av ekonomiskt vanstyre, hade andelen fallit till 10 procent. Ekonomiska regleringar eskalerade under epoken Batista-Grau-Socarras 1933-1959, vilket sammanföll med en långvarig ekonomisk nedåtgång samtidigt som en rad sociala förmåner genomfördes. I fråga om kött, grönsaker, bilar och radioapparater var Kuba den största per capita-konsumenten i Latinamerika, delvis på grund av amerikansk turism.

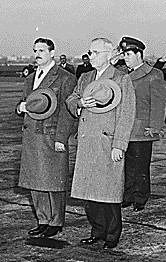
Kubas president Carlos Prío Socarras (1948-52) i sällskap med Harry S. Truman.

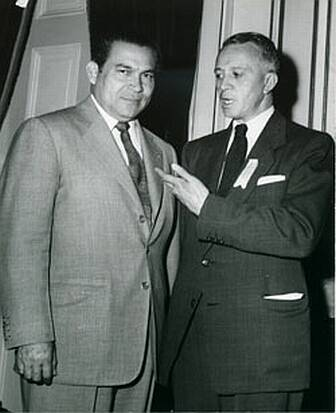
Fulgencio Batista, Kubas de facto ledare 1933-44 och 1952-59 i samtal med USA:s ambassadör Sumner Welles.

Inför valen 1952 ledde det radikala Kubas folkparti (Partido Ortodoxo) på ett program om nationell solidaritet, långtgående konstitutionella rättigheter och ett kraftigt åtgärdsprogram mot korruptionen. Tre månader innan valen övertogs emellertid regeringen av Batista i en militärkupp, varpå landets sista folkvalda regering gick i exil. Konstitutionen åsidosattes och Batista etablerade rad säkerhetsorgan till stöd för sin regim, som snart utvecklades till en brutal och antirevolutionär polisstat med över 20 000 oppositionellas liv på sitt samvete.
Den 26 juli 1953 misslyckades ett anfall mot Moncada-kasernen utanför Santiago, och en rad rebeller under ledning av den unge advokaten Fidel Castro, som kandiderat till Kubas representanthus för de ortodoxa, fängslades (som Castro) eller avrättades. Castro frigavs 1955 i en amnesti och återvände följande år i spetsen för 82 upprorsmän, bland annat den argentinske läkaren Che Guevara. Batistas regering förblev djupt impopulär med grasserande korruption och arbetslöshet, en fortsatt stagnerande ekonomi och undertryckta mänskliga rättigheter. 1956 genomförde överste Ramón Barquin ett USA-stött kuppförsök, vilket misslyckades men bidrog till att försvaga armén, vilket våren 1958 följdes av ett amerikanskt vapenembargo. Val utlystes samma höst, i vilka Andrés Rivero Agüero valdes till Batistas efterträdare. Batista och Agüero lämnade landet för Dominikanska republiken natten till den 1 januari 1959, sex dagar innan Castros styrkor tågade in i Havanna.
Regeringen övertogs av liberalen José Miro Cardona, medan oppositionsledaren och juristen Manuel Urrutia Lleó utsågs till provisorisk president. Efter en övergångsperiod övergav Castro sin roll som oberoende konstitutionsupprättare och ersatte Cardona som premiärminister den 16 februari. Lleó avgick i juli efter interna svårigheter då Castro själv förklarat sig beredd att lämna politiken, och ersattes av kommunisten Osvaldo Dorticós Torrado, samtidigt som det stod allt klarare att val inte skulle utlysas. Efter två år vid makten hade den revolutionära regeringen nationaliserat egendomar till ett värde av 25 miljarder dollar (varav fyra procent hade amerikanska ägare), stängt ned alla oppositionella tidningar och avrättat eller förpassat tiotusentals oppositionella till arbetsläger, ett öde som även drabbade åtskilliga av öns homosexuella. Offer från Castros innersta krets som drabbades av utrensningarna fanns Humberto Sorí Marin, som avrättades, Huber Matos, som tjänade 20 år i fängelse (varav sju på Isla de la Juventud, där Castrobröderna avtjänat sina straff efter Moncadaattacken). I mitten av 1960-talet var uppskattningsvis 25 000 kubaner fängslade av politiska skäl. Upp till två miljoner kubaner sökte sig inom de närmaste åren till huvudsakligen USA och särskilt till Miami, Florida. Emigration var från början begränsad huvudsakligen för läkare, lärare och män i vapenför ålder, innan det totalförbjöds 1971, samtidigt som arbetsplikt infördes. Efter Östblockets fall har emellertid möjligheterna att emigrera ökat något, med ökad emigration som följd.

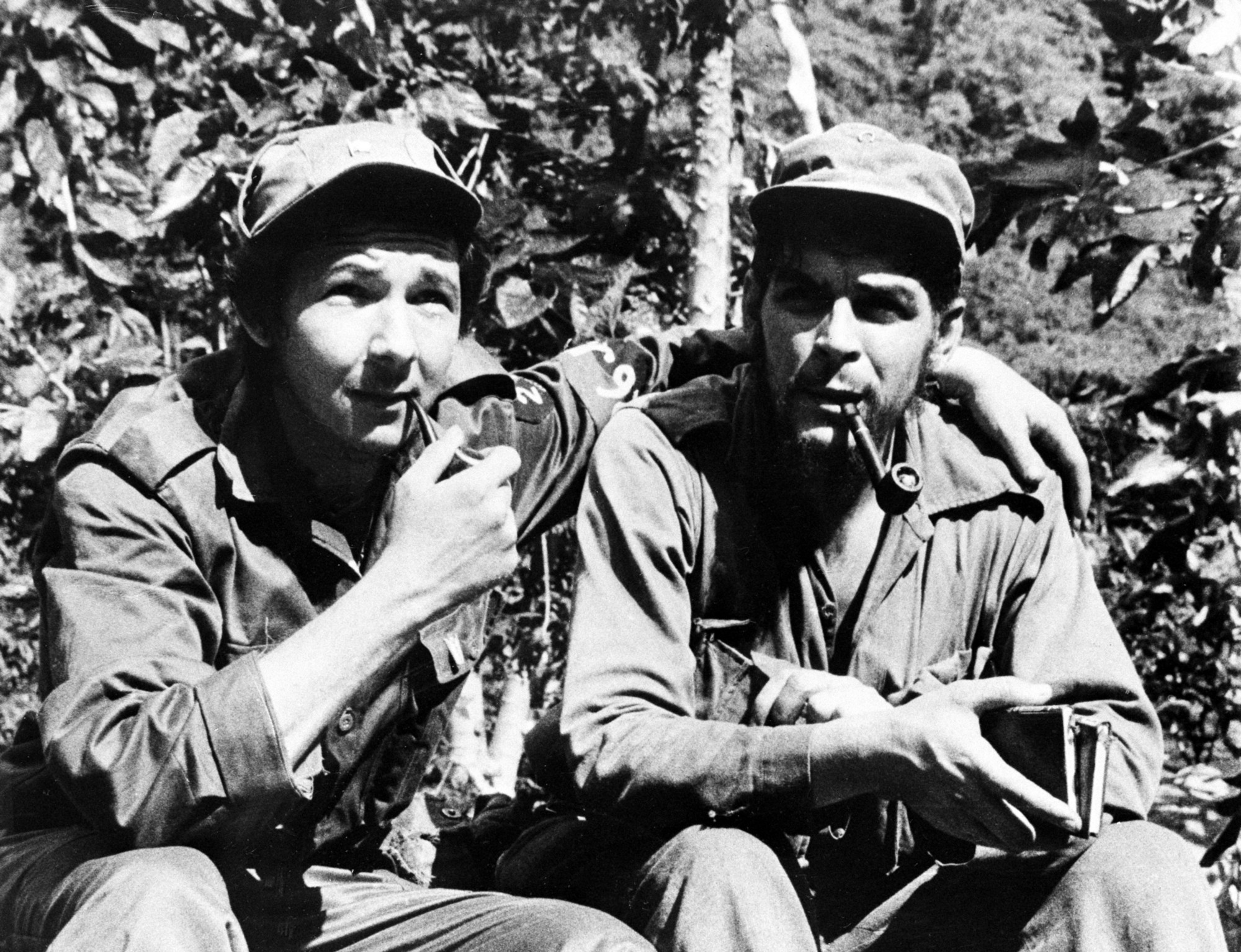
Raúl Castro och Che Guevara, Fidels närmaste män under gerillakampen 1956-1959.

1960 slopade den amerikanska Eisenhoweradministrationen frikostiga sockerimporter från Kuba, följt av en ekonomisk blockad som svar på landets motstånd mot att rätta in sig efter amerikanska företags- och regeringsintressen. Det USA-stödda försöket att invadera Kuba vid Grisbukten bröt det redan ansträngda förhållandet mellan länderna och ledde till förhandlingar om handels- och försvarsutbyte mellan Kuba och Sovjetunionen. Avtal mellan försvarsminister Raúl Castro och Nikita Chrusjtjov om placering av sovjetiska kärnvapen på ön utlöste Kubakrisen. Utbildning och sjukvård nationaliserades 1961 och planekonomi infördes; den främsta konsekvensen av den radikala politiken blev att Kuba till isolerades från så gott som hela Latinamerika, en ställning som delvis brutits på senare år. 1940 års demokratiska konstitution förblev ur spel till 1976, då en socialistisk grundlag infördes. Den nyvalda nationalförsamlingen, som helt dominerades av kommunistpartiet, valde Castro till stats- och regeringschef med titeln president. Direkta val till parlamentet och en sekulär (snarare än en ateistisk) grundlag fastställdes 1992.
1983, till följd av pågående reformer i Sovjetunionen, drog sovjetledaren Jurij Andropov in militära säkerhetsgarantier till ön, och Kuba vidtalades att sköta sitt eget försvar, något som ledde till att Castro byggde upp Latinamerikas näst största väpnade styrkor efter Brasilien. Efter Sovjetunionens och östblockets upplösning lät Boris Jeltsin det ekonomiska stödet till Kuba upphöra helt, liksom de nya icke-kommunistiska regeringarna i Mellan- och Östeuropa gjorde.
Castros regering har ofta framhållits som ett exempel av latinamerikanska men också västerländska vänsterintellektuella som välordnat med utbyggda sociala rättigheter för landets breda lager, bland annat skattefinansierad utbildning och sjukvård. Kritik har dock riktats mot att denna samhällsservice införts och utbyggts på helt odemokratisk väg, att den kubanska socialvården var förhållandevis utvecklad redan 1959, att den ekonomiska situationen försämrats kraftigt under Castros tid vid makten samt att dessa ofta framhållna rättigheter systematiskt förnekas de som motsätter sig regimens politik. 1933, vid början av den stora depressionen, hade Kuba den tredje bästa levnadsstandarden i Amerika efter USA och Kanada. Under 1950-talet, trots korruption och ekonomisk stagnation, befann sig Kubas BNP per capita strax efter Venezuelas och Argentinas. Under de senaste årens svårigheter har avståndet eskalerat.
Under Fulgencio Batistas sista tid vid makten riktades terrorkampanjer mot oppositionella. CIA uppskattar en konservativ siffra på 20 000 politiska mord, varav de flesta ska ha begåtts mellan 1957-58 när Castro och det revolutionära hotet växte och 80-90% av folket stöttade oppositionen mot Batista.
Uppskattningsvis 15 000-17 000 kubaner uppges ha mördats mellan 1959 och sent 1990-tal ; vissa historiker placerar emellertid antalet döda på runt 4 000 medan andra placerar antalet mördade och försvunna under Castros tid vid makten till över 70 000, inräknat tusentals flottflyktingar (balseros) som dött under försök att fly till fastlandet. Hopp om att Östblockets upplösning skulle leda till en liberalisering krossades, senast genom den s.k. Kubavåren, då sammanlagt 75 anhängare av den fredliga demokratirörelsen arresterades och dömdes till hårda fängelsestraff (sammanlagt 1 456 år). Sedan försvarsminister Raúl Castro övertagit presidentposten 2008 från sin svårt sjuke bror genomfördes emellertid vissa reformer, bland annat decentralisering av ekonomiska frågor till lokala organ, ökade löneklyftor samt legalisering av privata mikrovågsugnar, persondatorer och DVD-spelare. De sista fångarna från Kubavåren frisläpptes 2010 varav flera deporterades till exil i Spanien. I juli 2012 dödades landets ledande regimkritiker Oswaldo Paya, mottagare av Sacharovpriset för sitt arbete för en fredlig övergång till demokratiskt styre på Kuba, i en krasch med en lastbil. Hans familj höll Castroregimen som ansvarig för händelsen, medan andra oppositionella stött teorin om en olycka.
När general Raúl Castro år 2008 efterträdde sin äldre bror Fidel som statschef inleddes en gradvis uppluckring av den statsstyrda ekonomin, men de ekonomiska reformerna åtföljdes inte av någon politisk öppning. Partiet fortsatte att kontrollera i stort sett alla aspekter av kubanernas liv och oppositionen hölls i strama tyglar. Vid det historiska maktskiftet 2018, då den betydligt yngre vicepresidenten Miguel Díaz-Canel tog över efter Castro, föddes ett hopp om förändring på Kuba. Díaz-Canel har dock hållit fast vid Castros politik.

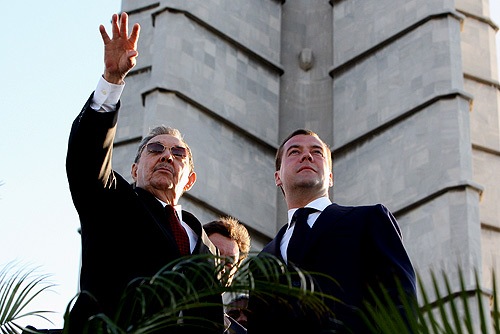
Raúl Castro och Dmitrij Medvedev i Havanna i november 2008.

## Geografi

### Topografi och hydrografi
Kuba skiljs från USA av Floridasundet, som inte är bredare än 180 km. Ön Kuba, på 107 780 km², utgör den största delen av staten Kuba, och ingår i den västindiska ögruppen Stora Antillerna. Den mäter 1200 kilometer i längd, 32 till 145 kilometer i bredd, och har en kustlinje på 3500 kilometer med korallrev i norr. Söder om öns västra kust ligger Isla de la Juventud, som är en av omkring 1600 öar som staten också omfattar. De övriga småöarna grupperas i Los Colorados, Los Jardines del Rey, Los Jardines de la Reina och Los Cannarreos.
Huvuddelen är ett mjukt kuperat lågland, inramat av bergskedjor. I västra Kuba finns flera kalkstensberg som bildar ett karstlandskap med märkliga formationer. I sydöst finns Kubas största bergskedja som är Sierra Maestra, vars högsta topp är Pico Turquino, som mäter 1 974 meter över havet. Landet i övrigt är huvudsakligen slättland av savanntyp, utan större vattendrag, men med många bäckar och åar från norr mot söder eller söder mot norr. Kubas jord är bördig och mer än halva ytan är odlingsbar. De ursprungliga skogarna har till stor del skövlats för att ge plats åt plantager. Kusterna är oregelbundna och har många goda hamnar.

### Klimat
Klimatet är tropiskt men mildras av passadvindarna. Mellan november och april är det torrperiod, la seca, och mellan maj och oktober regnperiod, la lluvia. Kuba är hårt drabbat av naturkatastrofer. Mellan augusti och oktober förekommer ofta orkaner på östkusten. I genomsnitt drabbas Kuba av en orkan om året. Längre torrperioder är också vanliga.

### Växt- och djurliv
60 % av landet var skog när spanjorerna anlände på 1500-talet, men denna uppgår numera endast till omkring 8 %. Viktigaste trädslag är tall, palmträd, mahogny och ebenholts. Fisk är den viktigaste djurgruppen ur ekonomisk synvinkel. Däggdjur finns endast i få arter, men däremot en rik fauna med avseende på fåglar, kräldjur och andra små ryggradsdjur. Även insektslivet är rikt.

### Naturskydd och miljöproblem
Kuba har skrivit under, men inte ratificerat flera internationella miljöavtal, bland annat Kyotoprotokollet om klimatförändringar. Världsnaturfonden slog 2006 fast att Kuba är det enda land som lever upp till kraven på hållbar utveckling.

## Styre och politik
Enligt Democracy Index är Kuba den enda auktoritära regimen i Nord- och Sydamerika.

### Författning och styre

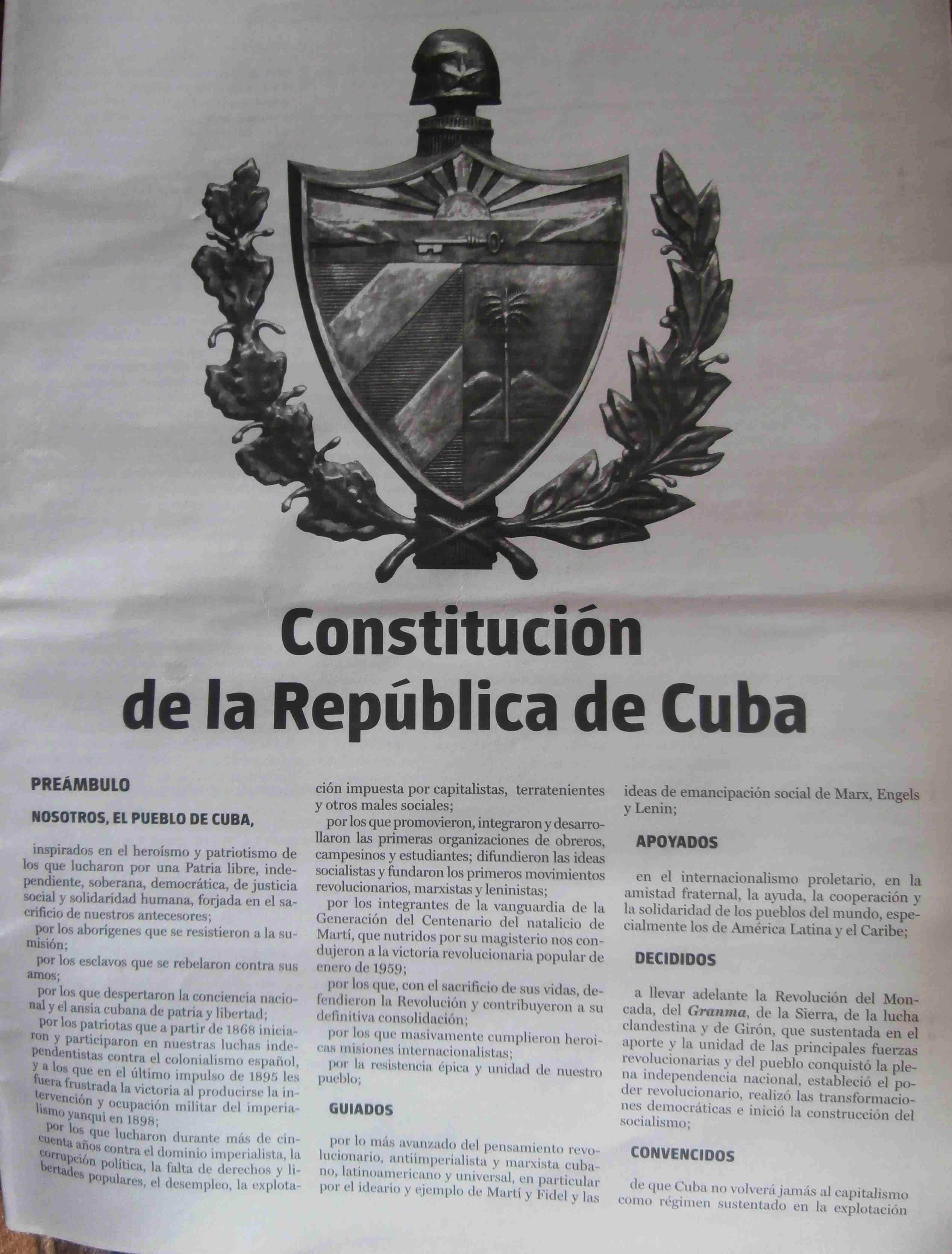
Förordet till Kubas författning.

Kubas gällande författning antogs år 1992, och har senare modifierats, senast år 2002; men den har rätt stora likheter med den tidigare första författningen efter revolutionen från 1976. Författningen visar likheter med författningarna i Sovjetunionen och exempelvis USA:s författning; däremot skiljer det sig en hel del av exempelvis nordiska länders författningar. Den innehåller utarbetade och balanserade rättighetsförklaringar (där individernas rättigheter balanseras mot varandra och mot statens behov av kontroll), medan sådant som hur kandidaterna till parlamentet utses och om det skall vara lika många kandidater som antalet platser eller inte lämnas utanför författningen. Exempel på hur rättigheter balanseras mot varandra är att man å ena sidan värnar om äktenskapet och slår fast att "familjen är samhällets grundläggande enhet, med särskilt viktiga uppgifter för att forma det uppväxande släktet" (§ 35), men å andra sidan slår fast mäns och kvinnors lika rättigheter samt att barn födda inom och utom äktenskapet har samma rättigheter (§§ 44 & 37). (Det förstnämnda har rätt stora likheter med traditionella ståndpunkter i katolskt dominerade länder; det sistnämnda är närmast självklarheter för dagens nordeuropeer, men var inte lika självklart i Latinamerika.) Även andra regler sammanhänger nära med latinamerikanska traditioner, som att man explicit påpekar att militärer har samma rättigheter att rösta och att ställa upp i val som alla andra; en självklarhet i västländerna, men motsatt en traditionellt viktig princip i latinamerikanska länder.
Författningen innehåller en inledning, 137 paragrafer fördelade på 15 kapitel, och ett speciellt avslutande uttalande. De 15 kapitlen behandlar statens politiska, sociala och ekonomiska grundvalar; medborgarskap; bofasta icke-medborgare; familjen; utbildning och kultur; jämlikhet, fundamentala rättigheter, skyldigheter och garantier; undantagstillstånd; principerna för de statliga organens organisation och funktion; folkmaktens högre organ; den politiskt-administrativa indelningen; folkmaktens lokala organ; avgifter och skatter; valsystemet; grundlagsändringar.
Paragraf 62 i Kubas författning slår fast att utövandet av medborgerliga fri- och rättigheter på ett sätt som går emot landets socialistiska grundval är straffbart i lag. Kubas författning av år 1992 slår i paragraf 5 fast att:
| Kubas kommunistparti, som följer Martis idéer och marxism-leninismen och som är den kubanska nationens organiserade förtrupp, är samhällets och statens högsta ledande kraft, och organiserar och leder den gemensamma ansträngningen mot målen att bygga socialismen och nå ett kommunistiskt samhälle. |

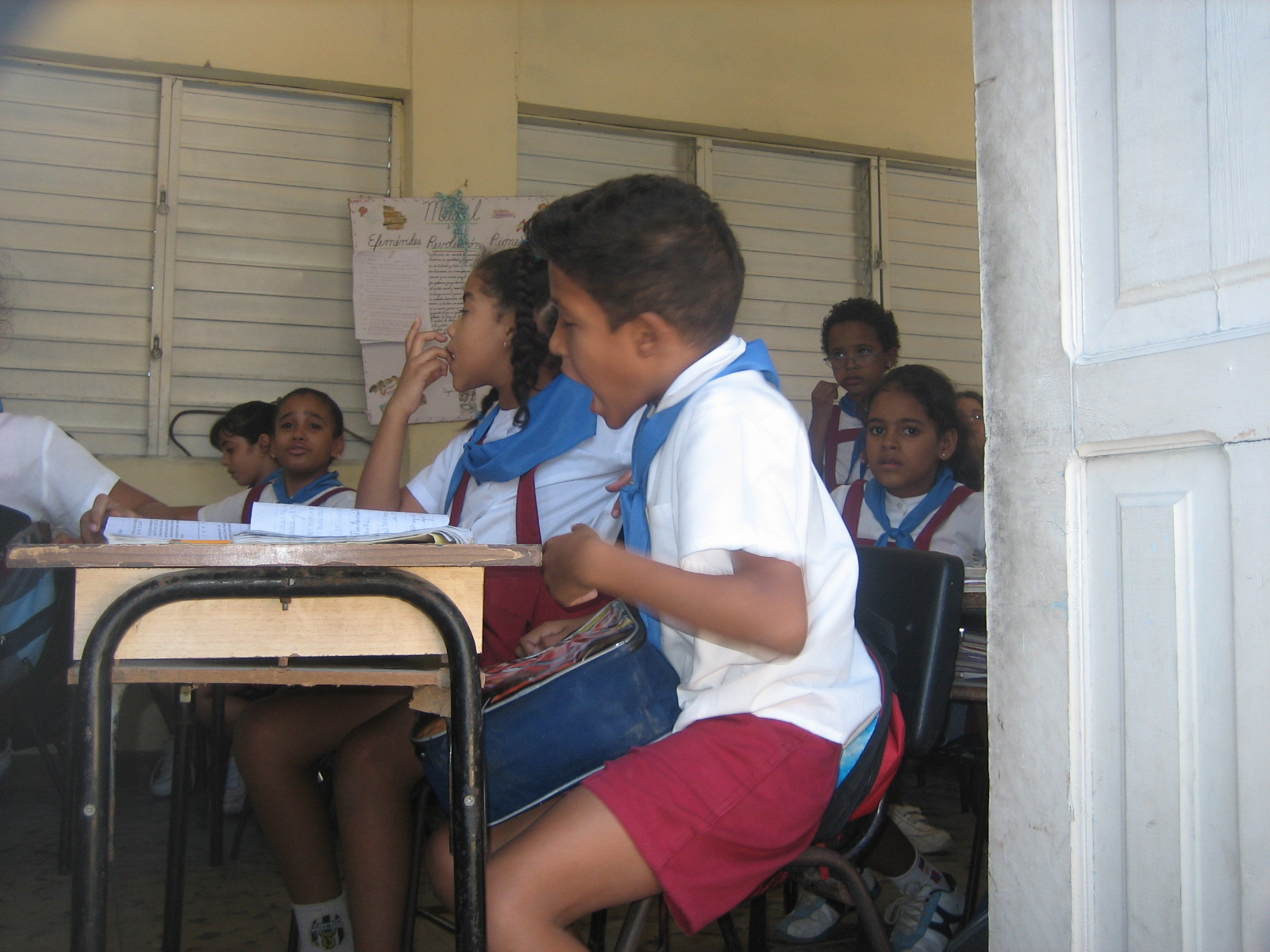
Moncadistas.

Alla ungdomar i årskurserna 1-9 är obligatoriskt medlemmar av ungdomsorganisationen ''Organización de Pioneros José Martí (OPJM)''.

#### Kubas valsystem

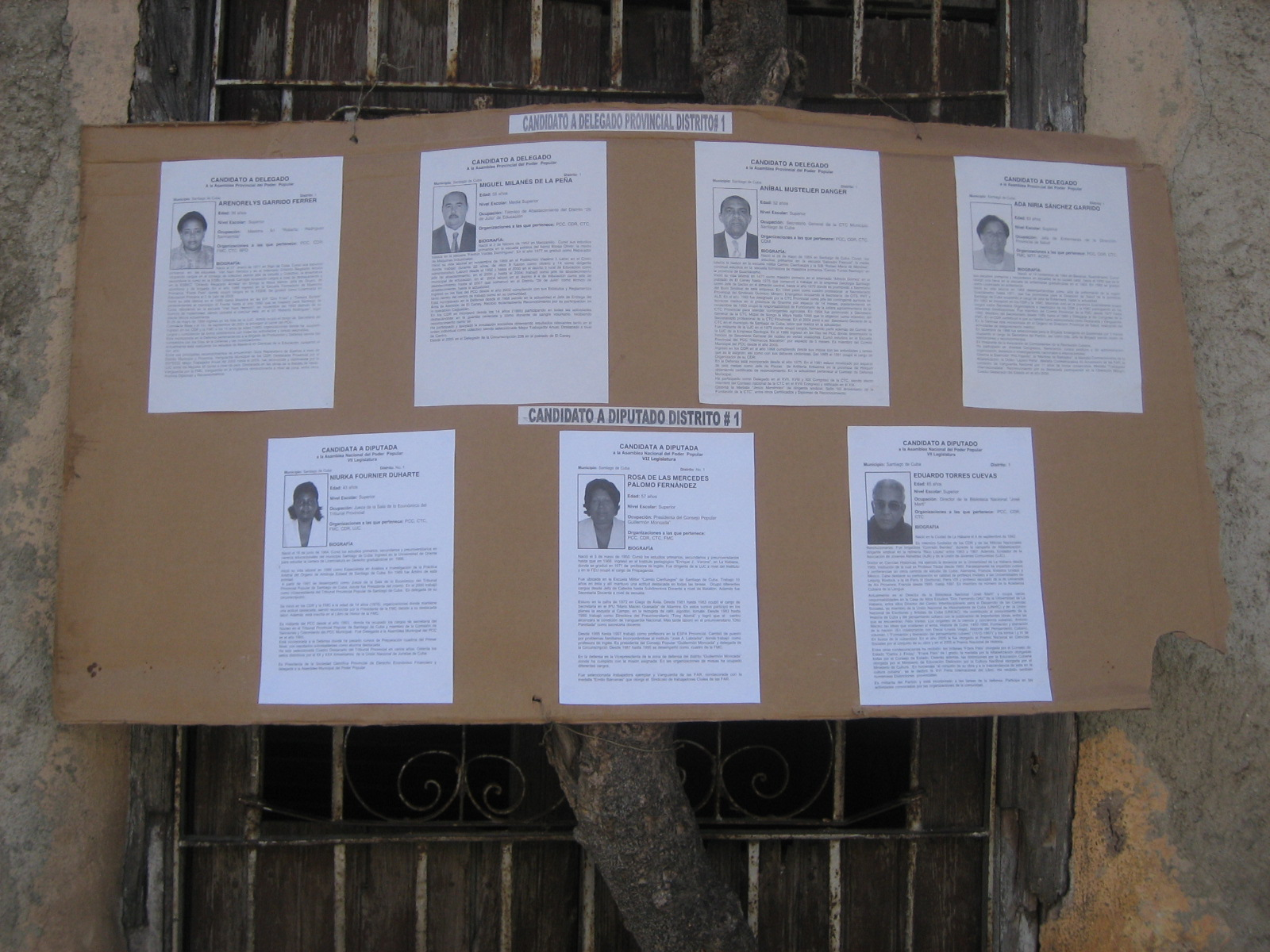
Kandidater i det nationella och lokala valet 2008 i Santiago de Cuba.

Kubas valsystem bottnar på lokal nivå i personval i enmansvalkretsar. Inga politiska partier är tillåtna att agera direkt i val på Kuba (märk att detta även gäller det Kommunistiska Partiet). Istället nominerar folket på öppna möten i "distrikt", på omkring 1000 personer, fram sin kandidat. I varje valkrets nomineras på så sätt flera personer. (Skulle valkretsen bara bestå av ett enda distrikt, nominerar mötet i detta distrikt två personer.) För att vinna måste en kandidat i vilket val som helst ha stöd av minst 50 % av de röstande i valkretsen. Om ingen kandidat uppnår detta i en kommunfullmäktigevalkrets, går de främsta kandidaterna vidare till en andra valomgång.
Kandidaten som vinner valet i sin valkrets kommer teoretiskt sett att sköta sitt uppdrag, enligt systemet, bland annat på grund av att en personvald lokalpolitiker har samma lön som exempelvis en taxiförare, vilket skall bidra till ett större politiskt engagemang.
Många politiska kandidater är medlemmar i det Kommunistiska Partiet men det finns också exempelvis liberala och religiösa förtroendevalda.
Distrikten samlas till möte minst en gång i månaden och om inte minst 70 % av medborgarna är närvarande kan inga beslut fattas.
I parlamentsvalen tillämpas däremot listval, där antalet kandidater är exakt lika med antalet personer som skall väljas. Väljarna har teoretisk möjlighet att säga nej till enstaka kandidater (eller till hela listan); men i praktiken är deras möjligheter att påverka parlamentsvalsutgången via valsedlarna mycket begränsad.
Paragraf 88 g) i Kubas författning ger tillräckligt stora grupper av medborgare möjlighet att lägga fram egna lagförslag; som ett minimikrav anges att minst 10 000 röstberättigade medborgare stödjer ett sådant förslag. (Sådana lagförslag skall som alla andra lagförslag antas eller förkastas av parlamentet.) Oppositionella grupper har försökt använda sig av detta, men hittills utan större framgång. Myndigheterna förbjuder inte formellt utövandet av denna konstitutionella rättighet, men kan i varje enskilt fall exempelvis åberopa paragraf 62 i Kubas författning, som slår fast att utövandet av medborgerliga fri- och rättigheter på ett sätt som går emot landets socialistiska grundval är förbjudet och straffbart i lag.

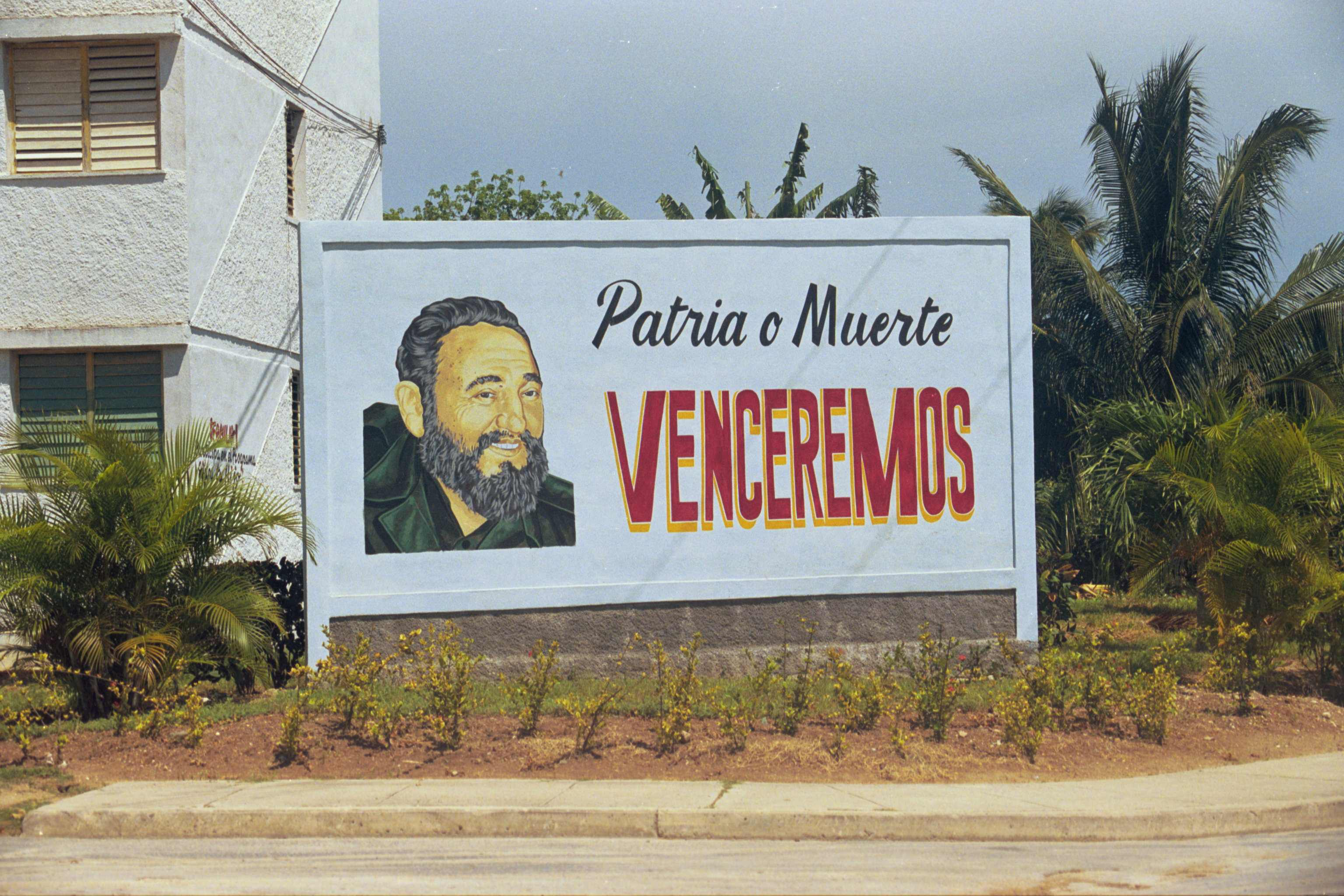
Propagandaaffisch med Fidel Castro och texten: "Fosterlandet eller döden".

#### Revolutionskommittéerna
Comités de Defensa de la Revolución (CDR) är en grundläggande del av den politiska strukturen på Kuba. Revolutionskommittéerna har till uppgift att genomföra nationella kampanjer för sjukvård, utbildning och andra mål, samt att rapportera "kontrarevolutionära aktiviteter". Revolutionskommittéernas funktionärer har till uppgift att övervaka varje individ som bor i det kvarter som funktionären ansvarar för. Ett individuellt registerkort förs för varje kvartersinnevånare. En del av dessa registerkort sägs innehålla uppgifter som avslöjar de olika familjernas inre förhållanden. Enligt Maida Donate-Armada vid Cuban American National Council, måste kubanerna vara försiktiga med vad de säger och gör, eftersom de är ständigt övervakade. Människorättsgrupper har anklagat revolutionskommittéerna för att delta i förföljelse av politiska oppositionella. Detta framförallt genom vad som på Kuba kallas actos de repudio, det vill säga när stora folkmassor överfaller och misshandlar politiska oppositionella. Människorättsorganisationer misstänker att dessa aktioner genomförs i samarbete med den kubanska säkerhetspolisen. Antalet sådana aktioner har ökat markant sedan 2003.

### Administrativ indelning
Kuba är indelat i en speciell kommun (municipio especial), Isla de la Juventud, och 14 provinser (provincias): Camagüey, Ciego de Avila, Cienfuegos, Ciudad de La Habana, Granma, Guantanamo, Holguin, La Habana, Las Tunas, Matanzas, Pinar del Rio, Sancti Spiritus, Santiago de Cuba och Villa Clara.

### Politik
Kuba är enligt lagens bokstav varken en enpartistat eller en flerpartistat. Kommunistpartiet är uttryckligen tillåtet, och definieras i författningen som statsbärande parti. Författningen och lagarna förbjuder sedan år 1992 inte andra partier, men de tillåter dem inte heller uttryckligen. Det finns också sedan dess ett antal (ofta mycket små) partier och andra oppositionella organisationer, som varken har olagligförklarats eller officiellt registrerats som lagliga. I det svenska utrikesdepartements rapport De mänskliga rättigheterna i Kuba år 2006 nämndes bland annat Partido Socialdemócrata, Partido Liberal Democratico de Cuba och Partido Solidaridad Democratico, men skrevs också att dessa och andra oppositionella grupper "verkar under stort tryck av myndigheterna". Vissa småpartier har ansökt om eller krävt att få officiellt erkännas, men detta har ej beviljats. De verkar alltså i ett mer eller mindre legalt tomrum. Även om de inte har olagligförklarats, förbjuder konstitutionen uttryckligen bland annat försök att motarbeta den socialistiska ordningen samt politiskt arbete som delvis eller helt betalas av främmande makt. Vidare får inga partier bedriva valkampanjer; vilket knappast är ett problem kommunistpartiet, men är en kraftig inskränkning för de övriga. Personer inom de oppositionella grupperna har dömts till fängelsestraff, formellt sett på grund av sina aktiviteter snarare än sin organisationstillhörighet. UD-rapporten sammanfattar detta tillstånd genom att kalla kommunistpartiet "det enda legala partiet" men övriga partier "illegala partier", och karakterisera Kuba som en enpartistat.
UD-rapporten namnger delvis andra partier än dem man hittar i andra källor. Delvis kan detta bero på att grupperna på Kuba är såpass små, och kan ha svårt att samla sig till nationella organisationer. I vissa fall kan organisationerna vara mest aktiva bland exilkubaner. I något fall skulle också namn ha kunnat råka bli förvanskade någonstans på vägen från uppgiftslämnarna via Sveriges ambassad i Havanna till UD. Några av småpartierna med egna hemsidor är
- Partido Demócrata Cristiano de Cuba (Kubas kristdemokratiska partiet)[50]; verkar främst att vara verksamt bland exilkubaner.
- Partido Social-Revolucionario Democrático de Cuba (Kubas demokratiska socialrevolutionära parti).[51]
- Partido Solidaridad Democrática (det demokratiskt solidariska partiet) är ett kubanskt liberalt oppositionsparti. Det är medlem i den Liberala internationalen.[52][53]

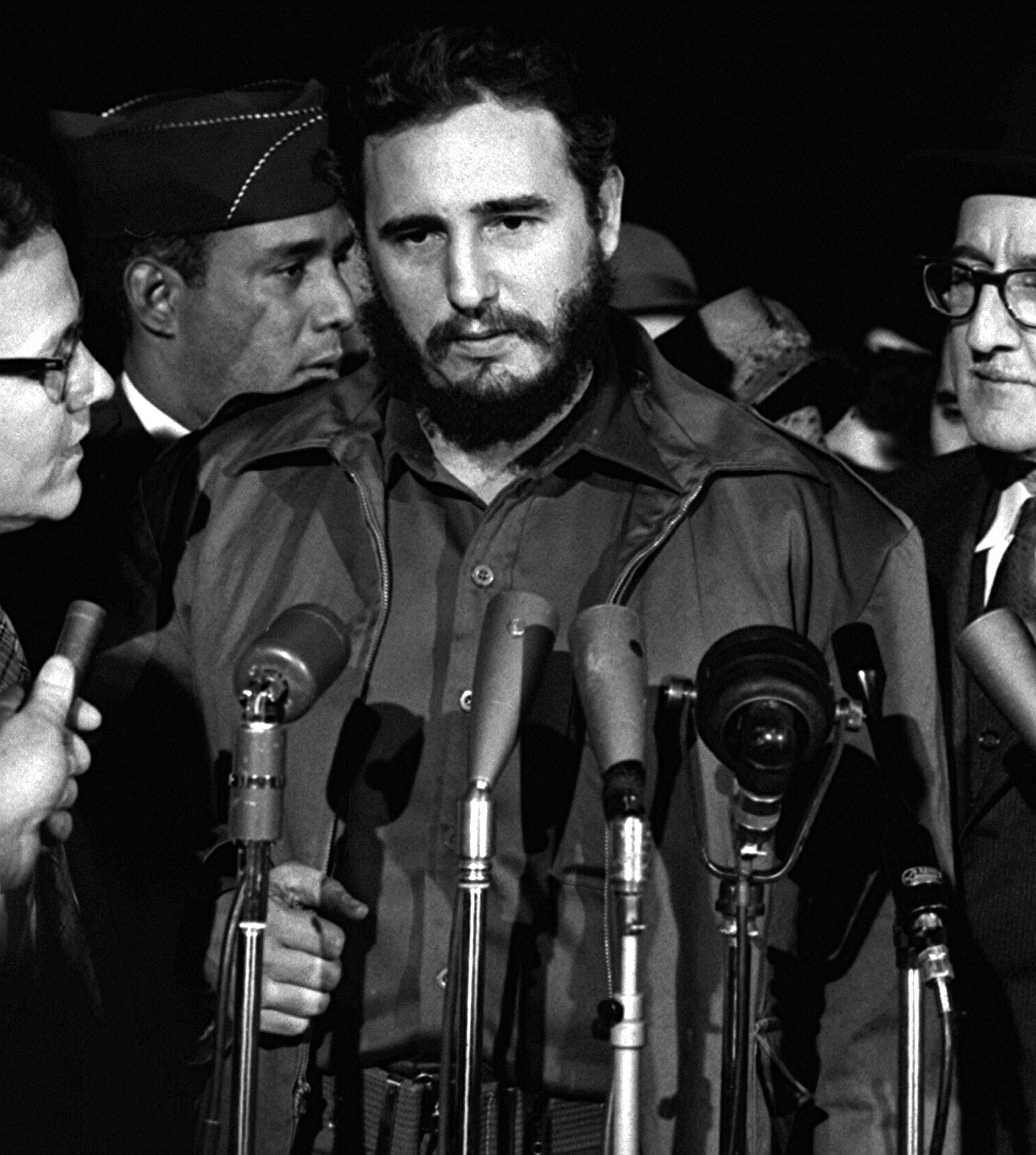
Fidel Castro, den kubanske president som suttit längst.

Enligt den svenska regeringens rapport om mänskliga rättigheter på Kuba, är "Kommunistpartiet är det enda legala partiet" och inga oberoende grupper "har - trots upprepade försök - beviljats legal status". Möten och aktiviteter saboteras, bland annat genom tillfälliga frihetsberövanden och infiltration. Fria partier har inte rätt att bedriva valkampanjer eller politiska aktiviteter.
- Partido Demócrata Cristiano de Cuba (Kubas kristdemokratiska partiet).[50]
- Partido Social-Revolucionario Democrático de Cuba (Kubas demokratiska socialrevolutionära parti).[51]
- Partido Solidaridad Democrática (det demokratiskt solidariska partiet) är ett kubanskt liberalt oppositionsparti. Det är medlem i den Liberala internationalen.[52][53]
- Coordinadora Social Demócrata de Cuba (Kubas socialdemokratiska samordning) är ett kubanskt socialdemokratiskt parti.[54]

### Internationella relationer
Kuba har sedan revolutionen 1959 ett frostigt förhållande med USA. Förenta Staterna bedriver ekonomisk blockad mot Kuba, vilket medför stora svårigheter för import och export världen över. Landet har ett nära samarbete med vänsterpartier i Latinamerika, bland annat med Hugo Chavez från Venezuela. År 2011 drogs en fiberoptisk internetkabel mellan Venezuela och Kuba. Kabeln bekostades av den venezuelanska staten och togs i drift 2013.
Kuba skickar ut läkare, mekaniker och lärare till mindre bemedlade länder som hjälp i allmänhet och vid katastrofer som till exempel jordbävningen i Haiti. Kuba har fler internationella läkare i världens alla hörn än "Läkare Utan Gränser". Till exempel skickades 45 medicinska brigader med 900 läkare till katastrofområden efter orkanerna Georges och Mitch. Landet var också ett av de första som efter orkanen Katrina erbjöd USA hjälp. Denna hjälp skulle bland annat ske i form av 1 586 läkare och 26 ton mediciner och medicinsk utrustning. USA tackade nej till den hjälpen. Kuba erbjöd även hjälp i liknande omfattning efter 11 september-attackerna, men inte heller då accepterades hjälpen av USA.
2006 arbetade ungefär 20 000 kubanska läkare utomlands. Störst är missionen i Venezuela som Kuba har ett omfattande utbytesprogram med där Kuba skickar läkare och får köpa olja billigt i utbyte.. All utbildning på Kuba är avgiftsfri, liksom sjukvård.
År 2008 gav Spanien Kuba motsvarande 245 miljoner kronor i bistånd efter orkanen Gustav.

### Försvar

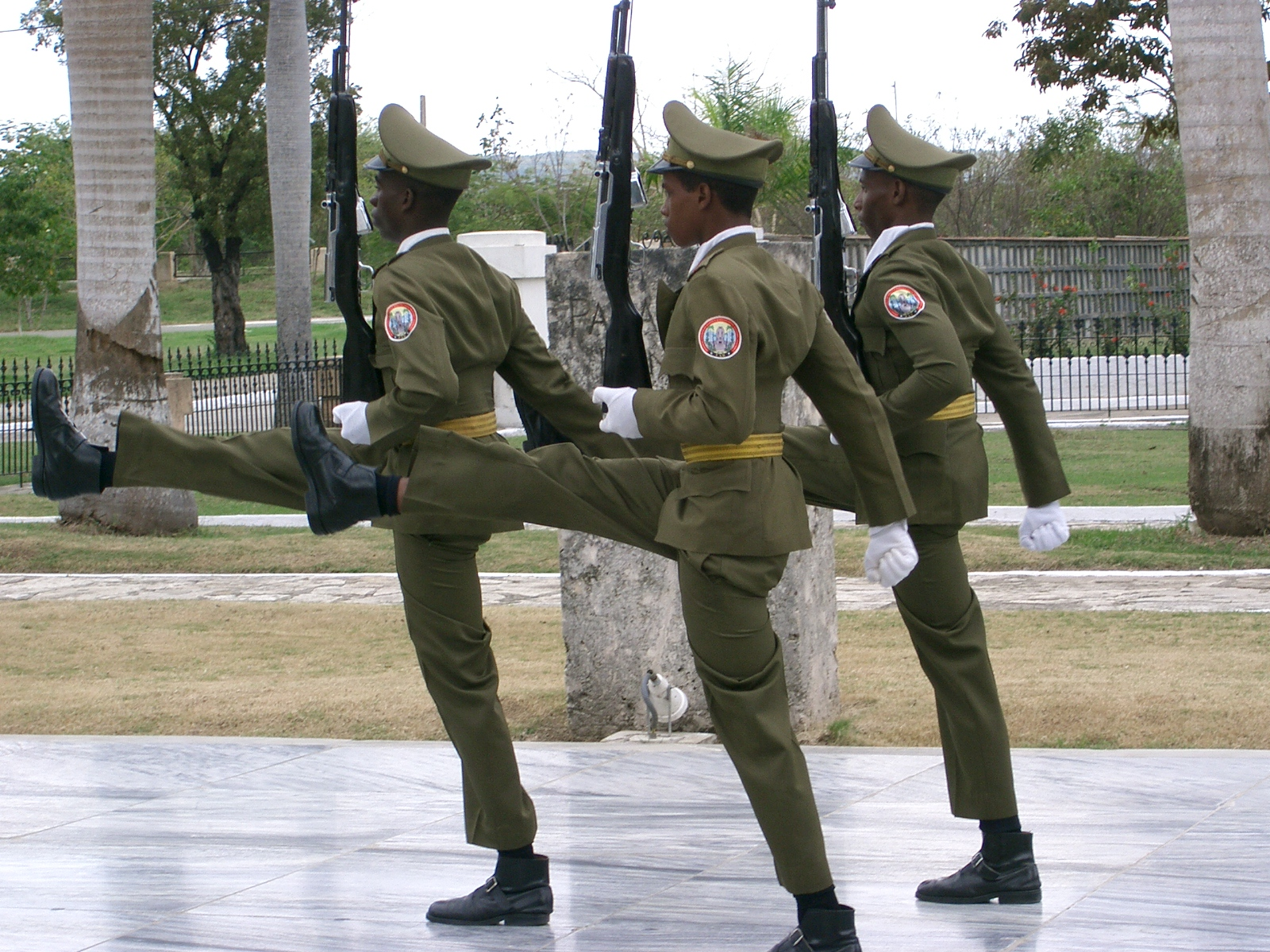
Hedersvakt från FAR marscherande i Stechschritt.

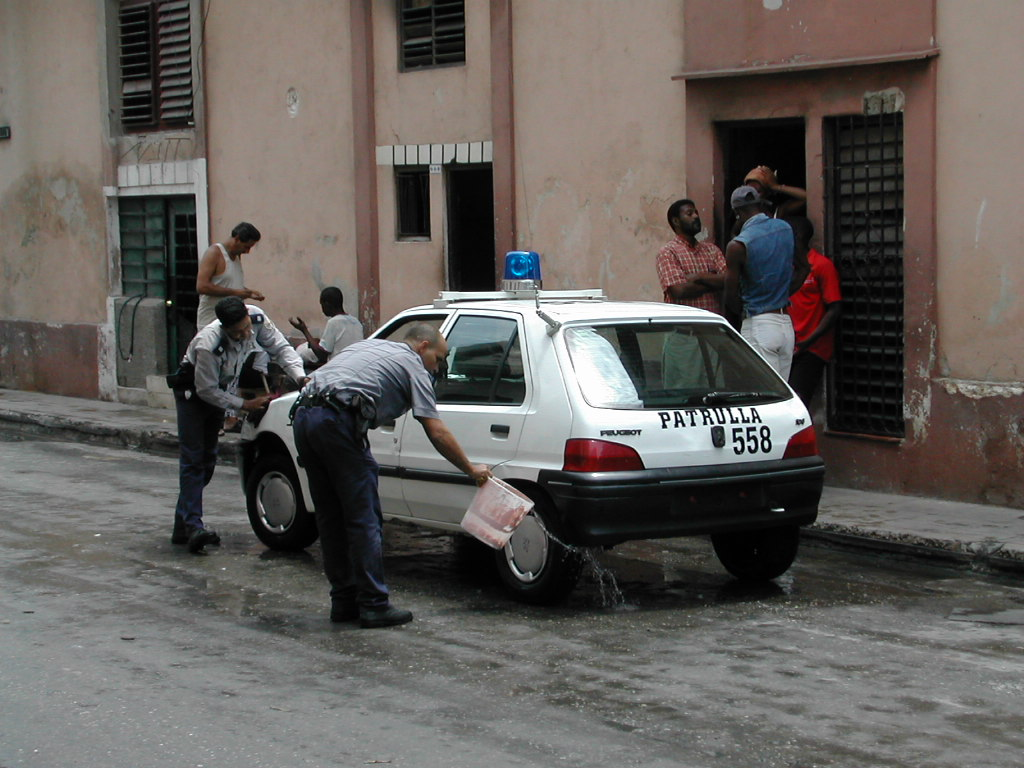
Kubanska poliser tvättar sitt tjänstefordon 2002.

Fuerzas Armadas Revolucionarias (FAR) (den kubanska revolutionära krigsmakten) består av markstridskrafter, sjöstridskrafter, flyg- och luftförsvarsstridskrafter samt paramilitära kårer inklusive Milicias de Tropas Territoriales (MTT) (territorialtruppmilisen), Brigadas de Producción y Defensa (BPD) (produktions- och lokalförsvarsbrigader) och Ejército Juvenil del Trabajo (EJT) (ungdomsarbetsarmén). Kuba har allmän värnplikt för män och kvinnor i åldern 16-50 år, fastställd i den kubanska författningen artikel 64 och i värnpliktslagen från 1973. I praktiken är dock kvinnlig värnplikt frivillig. Första tjänstgöringen, som är ett till två år lång, avtjänas i FAR eller i polisen. Enligt uppgifter från slutet av 1990-talet föredrog de värnpliktiga att tjänstgöra i FAR, då polistjänsten betraktades som farligare. Kuba är en av de få länder i världen som inkallar sextonåringar, varför de också kritiserats av människorättsorganisationer.

#### Kubas militarisering
Under Fidel Castro blev Kuba ett i högsta grad militariserat samhälle. Från 1966 till slutet av 1980-talet erhöll Kuba omfattande sovjetiskt militärt och finansiellt bistånd vilket bland annat möjliggjorde för Kuba att föra krig i Afrika. Utländska observatörer uppskattade att den kubanska krigsmakten 1994 hade 235 000 soldater i aktiv tjänst. Efter Sovjetunionens fall har den kubanska krigsmakten kraftigt minskats. År 2007 anses FAR bestå av 49 000 aktiva soldater.
Den kubanska regeringen upprätthåller dock fortfarande en statssäkerhetsapparat under inrikesministeriet, vilket också kontrollerar Tropas Guardas Fronteras (TGF) (de kubanska gränstrupperna).
År 1989 genomfördes en utrensning inom FAR och inrikesministeriet, då bland annat generalmajor Arnaldo Ochoa och översten i inrikesministeriet Antonio de la Guardia avrättades anklagade för korruption och narkotikabrott. Efter avrättningarna ställdes inrikesministeriet under Raúl Castros informella ledning och ett stort antal arméofficerare överfördes till inrikesministeriet.
Under senare år och framför allt sedan Raúl Castro tog över ledningen av landet har militärens inflytande i statsapparaten ökat. En stor del av de politiker som Fidel Castro hade i sin regering har under Raúl Castros styre fått sparken och ersatts av Raúl Castros närmaste medarbetare, enligt den svenska Kubakännaren Thomas Gustafssons fackbok "Kuba". En stor del av de delar av Kubas ekonomi som ger inkomster (turismen, nickel, socker och andra råvaror) kontrolleras i dag av militären.

#### Markstridskrafter
FAR:s markstridskrafter beräknades 2007 ha en aktiv styrka om 38 000 soldater.

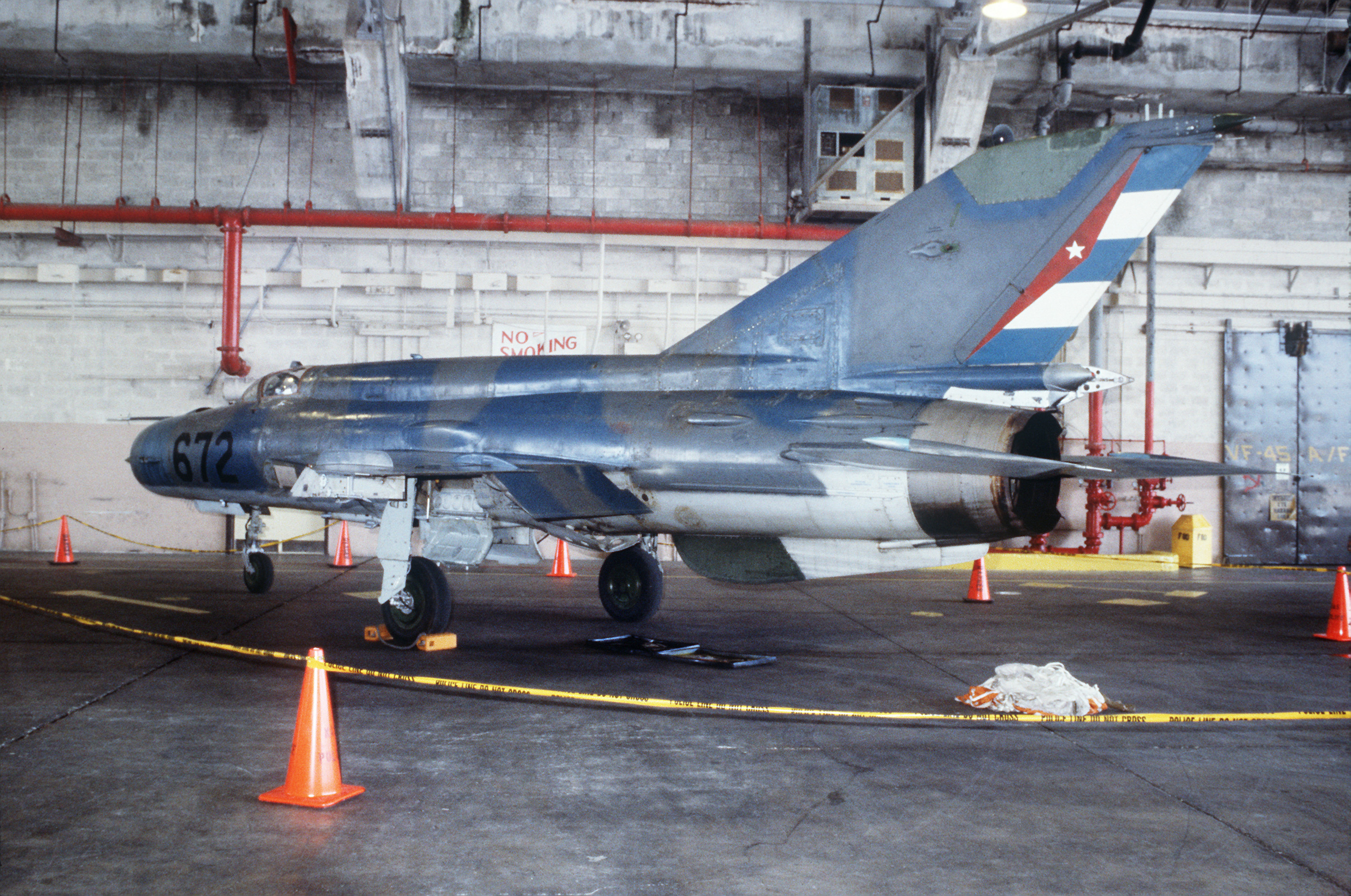
Sovjetbyggt jaktflygplan av modellen Mikojan-Gurevitj MiG-21.

- 5 pansarbrigader
- 9 pansarskyttebrigader
- 2 fallskärmsjägarbataljoner
- 14 reservbrigaderSovjetbyggt jaktflygplan av modellen Mikojan-Gurevitj MiG-21.
- 1 luftvärnsartilleriregemente
- 1 luftvärnsrobotbrigad
- Gränsbrigaden vid Guantanamo

#### Flygvapnet
Det kubanska flygvapnet (Tropas de la Defensa Antiaérea y Fuerza Aérea Revolucionaria/DAAFAR) beräknades 2007 ha en aktiv styrka om 8 000 soldater. Den flygande materielen omfattade 31 stridsflygplan, 12 transportflygplan samt övningsflygplan och helikoptrar. Markorganisationen hade 13 flygbaser. År 1990 ansågs det kubanska flygvapnet vara det bäst utrustade i Latinamerika. Det var då utrustat med omkring 150 sovjetiska Mig-29. Idag menar utländska analytiker att endast 25 av dessa fortfarande är i flygdugligt skick. Flygvapnet hade 2007 två operativa jaktdivisioner. De flesta flygplan och helikoptrar var överförda till det statliga kubanska flygbolaget Aerogaviota, som drivs av flygvapnet

#### Sjöstridskrafter

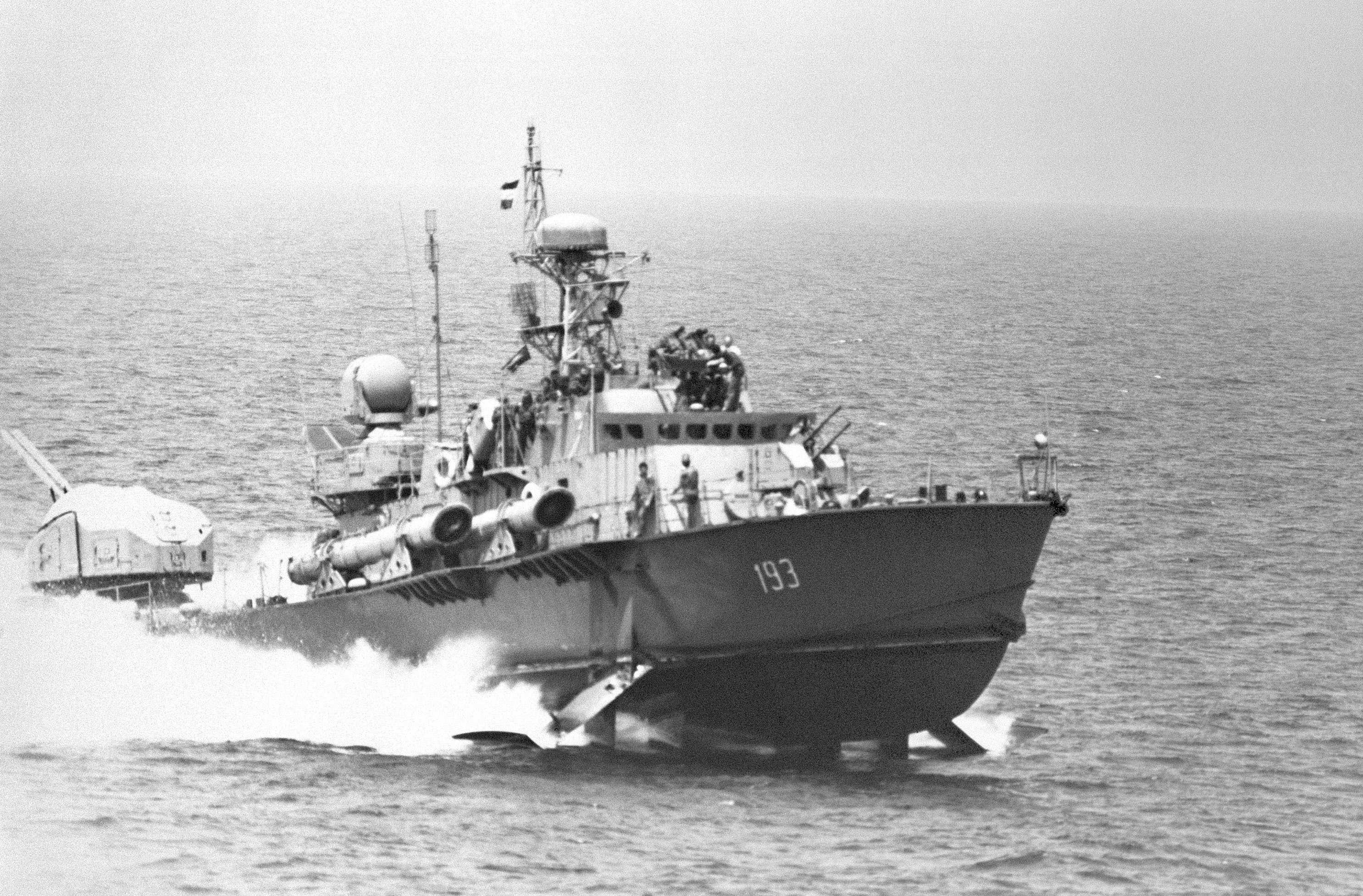
Sovjetbyggd robotbåt av modellen Projekt 206M Sjtorm (också kallat Tyura-klass) 1984.

FAR:s sjöstridskrafter (Marina de Guerra Revolucionaria/MGR) beräknades ha en aktiv styrka om 3 000 soldater. Till MGR hör även en marininfanteribataljon, Desembarco de Granma. Nästan alla MGR:s fartyg har avrustats. De flesta patrullfartyg är sjöodugliga på grund av bränslebrist och avsaknaden av reservdelar.

#### Polis och säkerhetstrupper
Under inrikesministeriet lyder:
- Policía Nacional Revolucionaria (PNR) (den nationella revolutionära polisen), ca 20 000 poliser.[70]
- Tropas Guardas Fronteras (TGF) (gränstrupperna), ca 6 500 soldater.[70]

#### Kubanskt krigsdeltagande
Kubanska trupper har deltagit i militära operationer och som krigförande part i Algeriet 1963, i Syrien 1973–1975, i Etiopien 1977–1989, Angola 1975–1989, Grenada 1983 och i Nicaragua på 1980-talet. Kubansk militär personal har också deltagit i militära operationer riktade mot Dominikanska republiken 1959, mot Venezuela på 1960-talet och mot El Salvador 1980 samt i hemliga operationer mot diverse länder i Afrika.

##### Dominikanska republiken
Vid revolutionens seger 1 januari 1959 flydde president Batista till Dominikanska republiken, som sedan 1930 styrdes av Rafael Trujillo. 14 juni samma år genomfördes en invasion av exildominikaner och kubanska styrkor, den s.k. "Dominikanska befrielsefronten" vilket nedkämpades hastigt men blev kärnan i den så kallade 14 juni-rörelsen, som hämtade inspiration från Castros 26 juli-rörelse.

##### Algeriet
Efter landets självständighet utbröt krig mellan Algeriet och Marocko. Kuba intervenerade då med trupper (framförallt pansar och artilleri) på Algeriets sida.

##### Syrien
Under oktoberkriget 1973 och flera år senare medverkade kubanska trupper i form av stridsvagnsbesättningar, Mig-piloter och helikopterpiloter i Syriens krig mot Israel.

##### Etiopien
En prosovjetisk marxistisk-leninistisk militärjunta under ledning av Mengistu Haile Mariam tog 1974 makten i Etiopien och etablerade en kommunistisk enpartistat. 1977-1978 överfördes med sovjetisk hjälp 17 000 kubanska trupper till Etiopien och användes som spjutspets i det etiopiska kriget mot den somaliska självständighetsrörelsen i Etiopien och mot Somalia. Under det påföljande etiopiska kriget mot den eritreanska befrielserörelsen spelade den kubanska truppnärvaron en avgörande roll för att etiopiska trupper kunde frigöras från den somaliska fronten och användas i Eritrea. Som ett stöd för den inhemska militärregimen förblev kubanska trupper kvar i Etiopien till 1989.

##### Angola
Nejlikerevolutionen i Portugal 1974 ledde till Angolas självständighet året därpå. Ett inbördeskrig utbröt mellan den marxist-leninistiska befrielserörelsen MPLA, understödd av Sovjetunionen, och dess allierade tog kontrollen över huvudstaden Luanda och större delen av övriga landet. Den USA- och Zairestödda FNLA-gerillan marginaliserades snabbt, medan den sydafrikastödda, senare USA-stödda, antikommunistiska UNITA-gerillan höll sig kvar i södra delen av landet och erhöll senare militärt bistånd från Sydafrika. Kuba intervenerade med 35 000 trupper i Operation Carlota som stred mot UNITA och dess ledare Jonas Savimbi. SWAPO, en befrielserörelse i Namibia som slogs mot Sydafrika för självständigheten i grannlandet Sydvästafrika fick nu en fristad i Angola. Detta ledde till ökat sydafrikanskt stöd till UNITA och att den sydafrikanska armén invaderade södra Angola för att eliminera SWAPO-baser i området. Under de följande åren genomförde sydafrikanska styrkor från sina baser i Namibia liknande tillfälliga intrång på angolansk mark vilket ofta ledde till strider med MPLA och kubanska styrkor. Sydafrikanerna förblev i stort sett obesegrade i strid men på grund av det politiska kaoset som pågick i hemlandet och att Israel, som tidigare hade varit deras främsta vapenleverantör, nu ingick i FN:s vapenembargo mot Sydafrika, drog sig de sydafrikanska styrkorna 1989 tillbaka och Namibia fick sin självständighet.

### Mänskliga rättigheter

#### Dödsstraff
Enligt den "Interamerikanska kommissionen för mänskliga rättigheter" tillämpar Kuba dödsstraff gentemot militanta motståndare.
Enligt Armando Lago, en kubansk politisk flykting som lever i USA och arbetar på att dokumentera kränkningar av mänskliga rättigheter på Kuba,  har 9 400 människor avrättats, mördats och fallit offer för kommunistiska dödspatruller sedan den kubanska revolutionen 1959. Av dessa var 94 under 18 år och några så unga som 4 och 5 år gamla. Antikommunisten och professorn R J Rummel menar att vissa forskare uppger att uppemot 77 000 flyktingar kan ha dött under försöken att lämna Kuba. Dessa siffror är dock inte bekräftade, utan bygger på statistiska modeller där 75 % av de som lämnat Kuba med båt antas ha avlidit till sjöss. Rummel menar också att dessa siffror bygger på ett exceptionellt högt antagande.

#### Fackföreningar
Enligt den svenska regeringens rapport om de mänskliga rättigheterna på Kuba, finns det "ingen föreningsfrihet i Kuba. Medlemskap i fristående illegala partier, fackföreningar eller skrån kan bestraffas." Central de Trabajadores de Cuba (CTC) är det enda statligt erkända fackförbundet. Det är underställt statens och kommunistpartiets ledning. Medlemskap i CTC är obligatoriskt för alla arbetare. Innan en arbetare blir anställd måste denna underteckna ett anställningsavtal där den lovar att stödja det kubanska kommunistpartiet och dess ideologi. Fria fackföreningar är uttryckligen förbjudna. Oberoende arbetaraktivister förföljs och trakasseras. Försök att bilda fria fackföreningar har lett till fängelsestraff. Strejker är förbjudna. CTC fungerar inte som en facklig organisation som tillvaratar medlemmarnas intressen, "utan agerar inom ramen för kommunistpartiet i syfte att uppnå produktionsmålen". Lönerna bestäms av staten utan föregående förhandlingar. Enligt det svenska utrikesdepartementet betalas inte skäliga löner.

#### Homosexualitet
Homosexuella, jämte kvinnor och mörkhyade, blev traditionellt utsatta för diskriminering och förföljelse. Efter den Kubanska revolutionen år 1959 fortsatte diskrimineringen och under 1960 och 1970-talet blev många homosexuella avskedade, fängslade eller skickade till "utbildningsläger". Homosexualitet var illegalt fram till avkriminaliseringen år 1979. Fidel Castro år 2010 tog offentligt ansvar för "händelser av grov orättvisa" gentemot homosexuella som inträffade under denna period. Fidel Castro uttryckte att det var en historiskt svår tid i och med angreppen mot landet, men erkände att han gav rörelsen för homosexuellas rättigheter för lite uppmärksamhet.

#### Medborgerliga friheter
Människorättsorganisationen Human Rights Watch tar upp en del av de vanligaste anklagelsepunkterna i sin bakgrund om landet: "Den kubanska regeringen förnekar systematiskt sina medborgare grundläggande rättigheter till yttrandefrihet, frihet att bilda politiska organisationer, frihet till församling, rörelsefrihet och rätten till rättvisa rättegångar."
Bland annat Amnesty International hävdar att yttrandefrihet och pressfrihet är kraftigt begränsade. Man menar att medlemmar i oppositionsgrupper och människorättsgrupper trakasseras, bland annat genom att gripas och hållas fängslade under kortare perioder, och genom att de beläggs med yrkesförbud av politiska orsaker. Amnesty International påstår också att ett antal människor har dömts till långa fängelsestraff för sina politiska aktiviteter.
I juni 2007 beslutade däremot FN:s råd för mänskliga rättigheter att Kuba ej längre skulle finnas med på FN:s lista över länder som granskas extra för brott mot mänskliga rättigheter. Det svenska vänsterpartiet fastställde vid sin kongress 2008, att Kuba "inte ens uppfyller de minimikrav som kan ställas på en demokrati". Regimen menar att fattigdom och hunger är något som drabbar gamla på Kuba. Enligt ett reportage i DN menar Selman Vallejo, ett pseudonym, boende på Kuba, att det inte är värdig att bli gammal på Kuba.
Freedom House rankade 2019 de politiska rättigheterna i Kuba som "7" (där 1 representerar mest fri och 7 minst fri), medborgerliga friheter som "6,5" och gav det frihetsrankningen "Inte fri".

#### Valsystem
Mot det kubanska valsystemet har Sveriges regering, det amerikanska forskningsinstitutet Freedom House (där USA:s Demokrater och Republikaner samarbetar) och Människorättsorganisationerna Human Rights Watch och Amnesty International riktat följande kritik:
- Kuba är en diktatur där en liten elit utövar makten genom ett totalitärt system.[47][92]
- Utöver kommunistpartiet kan till staten kopplade massorganisationer föra fram kandidater till valen. Eftersom kommunistpartiet i praktiken styr alla organisationer saknas det dock alternativ.[47]
- Internationella valobservatörer varken inbjuds eller accepteras.[47]
- I alla val sedan 1976 har minst 95 % av medborgarna deltagit. Enligt den svenska ambassaden i Havanna är folkets engagemang i valprocessen svag.[47]
- Medborgarna kan själva skapa en remissinstans genom att samla 10 000 i en organisation för detta ändamål. Enligt Amnesty International har förföljelser ägt rum mot vissa människor som försökt använda sig av denna rättighet för att diskutera frågor om föreningsfrihet, yttrandefrihet, näringsfrihet och rätten att kandidera i de allmänna valen samt amnesti för de politiska fångarna.[93]

## Ekonomi
Enligt paragraferna 16 och 18 i Kubas författning ska staten styra ekonomin så att resurserna fördelas på ett sätt som tillgodoser människornas och samhällets materiella och kulturella behov. Det fastslås också att folket har rätt till en aktiv del i utförande och planering av statens ekonomi. Staten kontrollerar också all utrikeshandel.
Privatägande avskaffades med införandet av Castros styre. Jordbruket, däribland sockerrörsodlingarna, är enligt vissa källor sedan 1961 kollektiviserade, och små egna jordbruk sattes under statlig övervakning. Konstitutionen slår dock fast att all mark utom den som ägs av enskilda småbrukare eller av kooperativ bildade av småbrukare är statlig; och ger bland annat småbrukare rätt att förfoga över sin egendom, inklusive att sälja den till andra småbrukare; med förbehållet att i sistnämnda fall har staten förköpsrätt (§§ 15 och 19). 1962 infördes matransonering i landet, samt ransonering av andra varor, dels av ideologiska skäl, dels på grund av landets svåra ekonomiska situation. Detta höjde levnadsnivån för de fattigaste. Sjukvårdssektorn har byggts ut med hjälp från utländska biståndsorganisationer, framför allt via FN och Kanada. Kubansk musik och kubanska idrottsmän användes för att visa upp en positiv bild av landet, även om avhopp förekommer vid besök utomlands.
Enligt det svenska utrikesdepartementet har valutareformerna ökat de sociala skillnaderna. Kubaner med tillgång till konvertibel valuta genom att de arbetar inom turistsektorn eller har utländska släktingar har det bättre ställt än genomsnittskubanen. Regimens företrädare är privilegierade, enligt oppositionen, men regimens medlemmar håller en låg profil till skillnad från andra totalitära stater. Medellönen är 10-15 amerikanska dollar per månad.
Den världsomspännande finanskrisen och lågkonjunkturen i slutet av 00-talet drabbade Kuba mycket hårt. För att rädda landet från total bankrutt som blev följden av krisen tvingades Raúl Castro driva igenom ett omfattande spar- och reformprogram.
Reformerna innebar planer på att skära ner på en miljon statliga jobb, vilket 2014 hade lett till att ungefär 600 000 jobb försvunnit. Samtidigt öppnades delar av ekonomin för ett större privat inslag med kollektiv och privata företag inom jordbruk och servicesektorn. I slutet av 2015 beräknades ungefär en tredjedel av Kubas arbetskraft arbeta i den privata sektorn, vilket då motsvarande ungefär 2 miljoner människor. Landet har öppnat upp för utländska investeringar, samt privat handel med bilar och bostäder. 2016 fanns det 4 000 privata hyresvärdar på plattformen Airbnb.

### Näringsliv

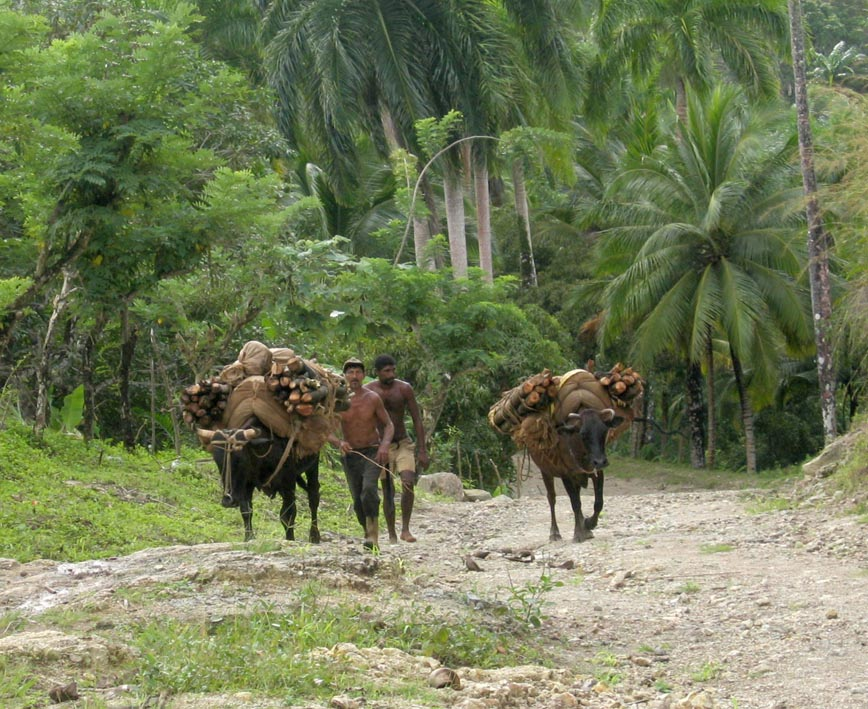
Kubanska skogsarbetare.

Brist på naturtillgångar och inhemsk energi har resulterat i ett ensidigt näringsliv. Det har länge dominerats av sockerrörsodlingen, som infördes av de spanska kolonisatörerna redan på 1500-talet. Storgodsen ersattes genom två jordreformer 1959 och 1963 av statsjordbruk och ny mark odlades upp. Man organiserade också kooperativa småbruk, som producerar citrusfrukter, kaffe och den berömda havannatobaken (till cigarrer). Boskapsuppfödning och skogsbruk ökar i betydelse och fisket är under utveckling. Kuba har varit världens ledande sockerexportör (cirka 75 procent av exportvärdet, tidigare mer). Men exportinkomsterna varierar starkt med skörderesultat, världsmarknadspriser och handelsblockader. För att minska ekonomins sårbarhet har man försökt bredda industrin (livsmedels-, textil-, maskintillverkning m.m.). 

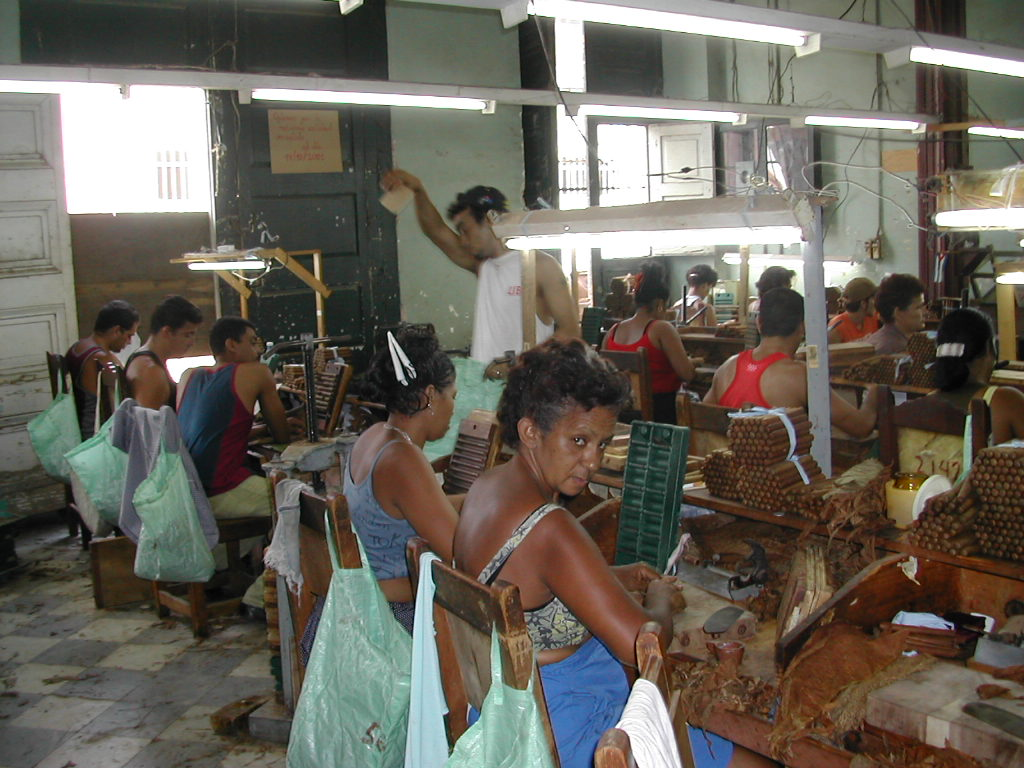
Cigarrfabrik.

Kuba satsar åter på en utbyggnad av turismen efter nedgången då amerikanska turister vände det socialistiska Kuba ryggen. Kubas ekonomi dominerades av USA under 1900-talet fram till den kubanska revolutionen 1959. Efter Castros seger blev Kuba, bland annat till följd av USA:s ekonomiska blockad, mycket beroende av handeln med öststaterna. Det sovjetiska stödet, i form av billiga oljeleveranser och sockerinköp till goda priser, minskade drastiskt efter Sovjetunionens sammanbrott. Kubas ekonomiska kris förvärrades kraftigt på 1990-talet. Svår varubrist ledde till omfattande ransoneringar. Knapphet på drivmedel hindrade sockerskörden och tvingade allt fler fabriker att stänga. Under 1995 slöts ett treårigt handelsavtal med Ryssland för att råda bot på detta problem.

#### Jord- och skogsbruk, fiske
Socker, tobak och kaffe är de viktigaste odlade växterna. 

#### Råvaror
Det finns stora reserver av nickel, som exporteras, och en del järnmalm, krom och mangan. Andra naturresurser är  
kobolt, koppar,  timmer, petroleum och  odlingsbar mark. 

#### Turism

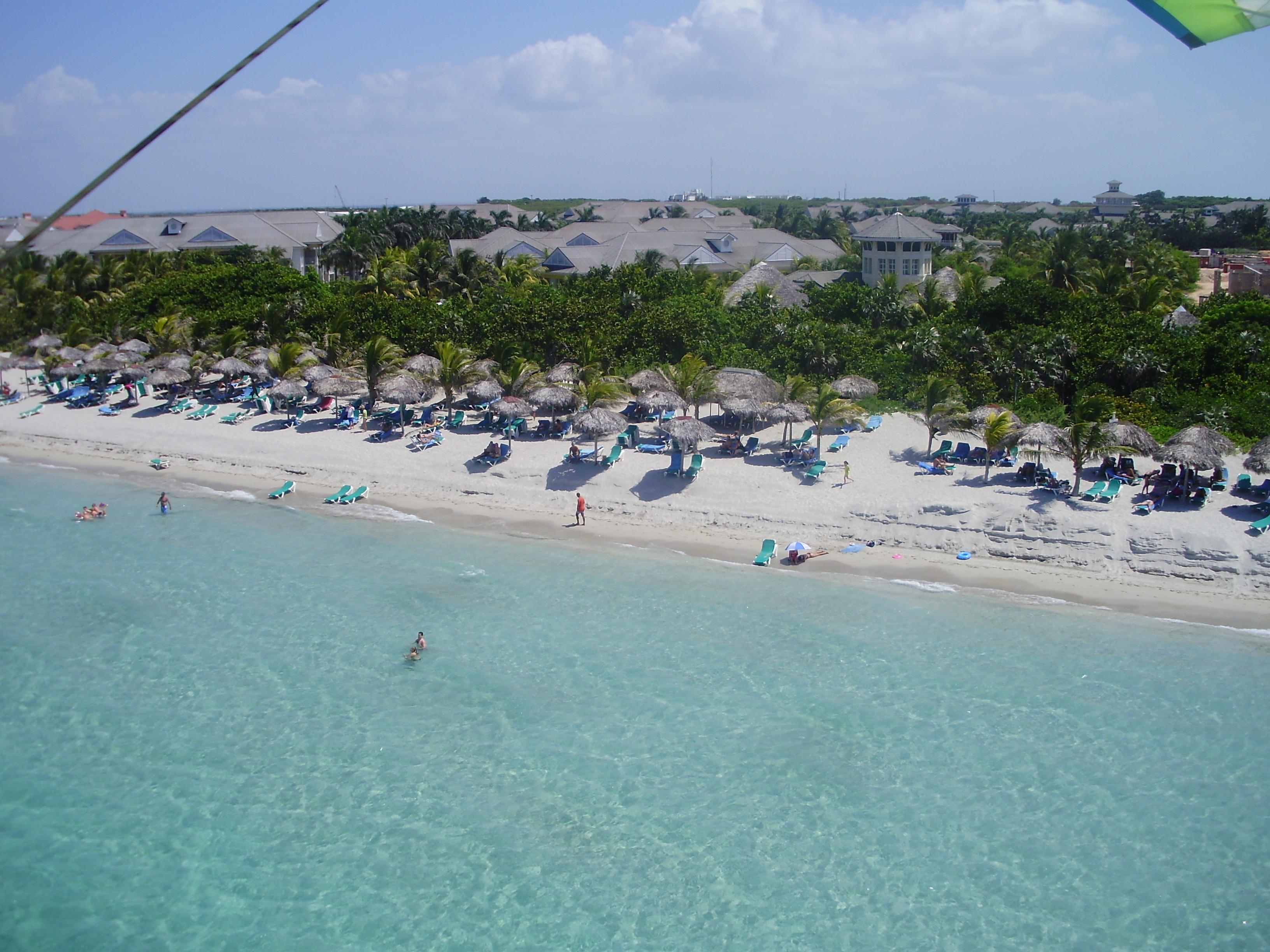
Varadero, den välbesökta turistorten på Kuba.

Den utländska turismen drog igång på allvar under 1980-talet, då det ekonomiska stödet från Sovjetunionen upphörde. Vid kommunistpartiets fjärde kongress 1991 beslutades det att turistnäringen skulle byggas ut.
Många av turisterna kommer från Kanada, men över hälften av besökarna är numera européer. Det förekommer också amerikanska turister på Kuba, men de amerikanska handelsrestriktionerna gör att den turismen ännu är begränsad. Beslutet år 2000 att lätta på restriktionerna innebar att förbudet för amerikaner att besöka Kuba utan officiellt tillstånd mjukades upp något. Men det tar troligtvis länge innan turistströmmen från USA till Kuba når samma omfattning som den hade före revolutionen 1959. De stora satsningarna har dock gett resultat. 1996 uppnåddes en miljon turister och 2005 var siffran uppe i två miljoner för att sedan droppa under krisen. Efter stora ansträngningar vände sedan den nedåtgående trenden. Den ökande turismen har dock en baksida i form av ökande prostitution i turistområdena. Det uppges även att ett klassamhälle skapats.

### Handel
Kuba tillhör de länder som är en angelägenhet för Världslivsmedelsprogrammet, och tar emot utländskt bistånd till följd av att tidigare handelspartners försvann med östblockets fall, att regeringens insatser misslyckats med att hindra svälten, och till följd av bland annat svår torka. Enligt WFP:s beräkningar lider 11 % av befolkningen, 1,3 miljoner människor, av undernäring. Tidigare hade Kuba även problem med höga importpriser på petroleum, men numera byter Kuba billig olja mot export av läkare, lärare och utbildning till Venezuela.
Många påstår att de ekonomiska problemen beror främst på USA:s handelsblockad mot landet. Efter 11 september-attackerna 2001 uppstod problem med minskad turism. USA:s handelsblockad är omfattande. Sedan 2000 är dock läkemedel och livsmedel undantagna och USA är sedan 2003 största leverantör av livsmedel till Kuba. Till exempel får inte ett handelsfartyg som angjort en kubansk hamn stanna vid en amerikansk hamn.

## Befolkning

### Demografi
Kuba är mindre tätbefolkat än andra västindiska öar. Runt Havanna i väster och vid sydöstkusten finns de flesta invånarna. 

#### Minoriteter
Den indianska urbefolkningen (tainos och ciboneys) utrotades redan på 1500-talet genom sjukdomar och spanjorernas hårda förtryck. Mer än 70 % av dagens invånare betraktar sig som ättlingar till européer, huvudsakligen spanjorer, och återstoden till de svarta afrikanska slavar som infördes i landet från 1700-talet: giften mellan dessa grupper har sedan en tid varit vanligt.[källa behövs]
Afrokubaner utgör en viss del av Kubas befolkning, men är underrepresenterade i beslutsfattande poster. Enligt den svenska ambassaden i Havanna "förekommer rapporter om att afrokubanska ungdomar i högre grad är utsatta för trakasserier från polisen än andra".

### Språk
Spanska är officiellt språk.

### Religion
De flesta troende tillhör Romersk-katolska kyrkan, men religiositeten är låg, dels på grund av att religiositet varit oförenligt med kommunism även om religionsfrihet i teorin varit gällande, dels på grund av att kyrkan på Kuba betraktats som en överklassammanslutning. De praktiserande kristna räknas i enstaka procent av landets befolkning. Katolicismen, som tidigare motarbetats av regimen, har i samband med ett påvebesök 1998 stärkt sin ställning. En del bekänner sig till yoruba-kulten, samt voodoon från Haiti.

## Kultur

### Massmedier

#### Pressfrihet
Kuba är enligt Reportrar utan gränser Latinamerikas värsta kränkare av mediefriheten och har så varit sedan revolutionen. Staten har i stort sett monopol på all media samt har en konstitution som förbjuder fri press. Lite eller inget har blivit bättre efter Fidel Castros död 2016. Oberoende journalister och bloggare trakasseras av säkerhetstjänsten som tar in dem på förhör och raderar information i deras digitala enheter. Myndigheterna kontrollerar också täckningen av utländska journalister genom att selektivt bevilja pressackreditering samt utvisa dem som uttrycker sig negativt om regeringen. Enligt Reportrar utan gränsers tryckfrihetsindex från 2019 är Kuba ett av de elva länder i världen som har minst pressfrihet.

### Konstarter
Den kubanska kulturen tillhör det europeiska kulturarvet i högre grad än andra forna kolonier eftersom den indianska befolkningen utrotats, men det finns också tydlig afrikansk påverkan. Internationellt mest känt är troligen de kubanska danserna och musiken som bygger på en blandning av spanska och afrikanska traditioner. Flera av de stora modedanserna på 1900-talet har kubanskt ursprung, t.ex. habaneran, mambo, rumba och cha-cha-cha, samt slaginstrumenten maracas, claves och bongotrummor.

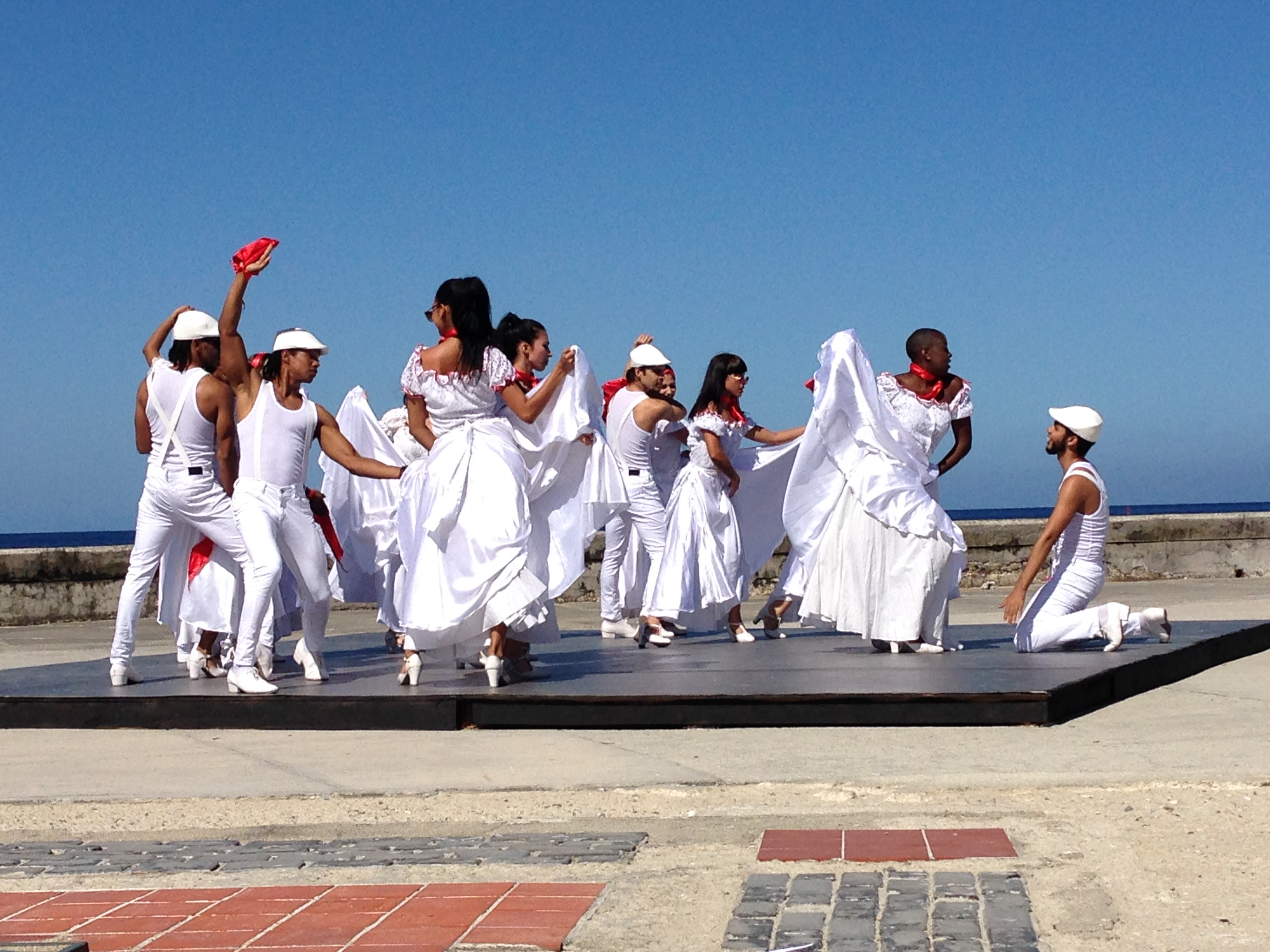
Kubansk dans.

Konstnärerna har ofta tvingats ta politiska hänsyn. Castros styre lade vikt vid kulturen som pedagogiskt verktyg. I synnerhet har detta gällt bildkonsten, där affischkonst och väggmålningar fått en framskjuten position. Det kollektiva i skapandeprocessen och stärkande av amatörverksamhet har präglat kulturpolitiken. 1971 utspelades den internationellt uppmärksammade Padilla-affären, i vilken poeten Heberto Padilla för en diktsamling stod åtalad för kontrarevolutionär verksamhet. I estetiskt hänseende tog den kubanska kulturpolitiken tidigt avstånd från den sovjetiska socialistiska realismen, och inriktade sig i stället på formmässig experimentlusta på marxistisk grundval. Grafisk design är en premierad och internationellt framgångsrik konstform.

#### Musik
Kuba har haft en avgörande betydelse för latinamerikansk musik och påverkat jazz samt populärmusik i USA och Europa. Karaktäristiska rytmer som habanera och clave är centrala inslag. Kubansk musik har vuxit fram ur mötet mellan spanska och afrikanska influenser. Afrikanska inslag märks tydligt i santeríamusiken, medan det spanska arvet präglar gitarrbaserad musik som punto guajiro. Genren son, en blandform, uppstod tidigt på 1900-talet med instrument som tres, trumpet och bongotrummor. Andra viktiga stilar inkluderar rumba, bolero och cha-cha-cha.
Utanför Kuba inspirerade habaneran europeisk musik och New Orleans-jazzen. På 1930-talet blev son-inspirerad musik populär globalt med artister som Xavier Cugat. Mambon och jazz-latinstilen cubop nådde framgångar under 1940-talet, följt av rhythm & blues med afrokubanska influenser på 1950-talet. Efter revolutionen 1959 blev traditionell musik prioriterad, medan många populärmusiker emigrerade. Genren salsa, baserad på kubanska stilar, utvecklades i USA under 1960- och 70-talen av exilkubaner som Celia Cruz. På hemmaplan blev nueva trova, en prorevolutionär visstil, populär med Silvio Rodríguez som ledande figur.
Under 1990-talet fick traditionell musik en renässans, bland annat genom Buena Vista Social Club. Samtidigt blev nya genrer som timba och cubatón framträdande, där grupper som Los Van Van och Gente de Zona satte avtryck. Hiphopen, med grupper som Los Orishas, har också blivit en viktig del av musikscenen.
Kubansk konstmusik började utvecklas på 1700-talet med Estéban Salas som tidig pionjär. Manuel Saumell och Ignacio Cervantes lade grunden för nationell musiktradition. På 1900-talet tog afrocubanismo, som lyfte fram det afrikanska arvet, plats i verk av Amadeo Roldán och Alejandro García Caturla. Nutida kompositörer som Leo Brouwer har också gjort avtryck, särskilt inom gitarrmusik. Kubanska jazzmusiker som Paquito D’Rivera och Roberto Fonseca har vunnit internationellt erkännande. Modern dansmusik och experimentella genrer fortsätter att definiera Kubas rika musikliv.

## Internationella rankningar
| Organisation                                | Undersökning                   | Rankning   |
| ------------------------------------------- | ------------------------------ | ---------- |
| Heritage Foundation/The Wall Street Journal | Index of Economic Freedom 2019 | 178 av 180 |
| Reportrar utan gränser                      | Pressfrihetsindex 2019         | 169 av 180 |
| Transparency International                  | Korruptionsindex 2018          | 61 av 180  |
| FN:s utvecklingsprogram                     | Human Development Index 2018   | 72 av 189  |